# Université Aoyama Gakuin
L'université Aoyama Gakuin (青山学院大学, Aoyama Gakuin Daigaku) est une université privée japonaise située dans l'arrondissement spécial de Shibuya à Tokyo.

## Personnalités liées à l'université

### Étudiants
- Yayoi Kondo (née en 1959), femme politique et maire d'Adachi.
- Mina Shirakawa (née en 1987), catcheuse et mannequin.
- Maiko Tajima (née en 1976), femme politique et conseillère à la Diète.